# 삼성 갤럭시 카메라2
삼성 갤럭시 카메라2(Samsung Galaxy Camera 2)는 삼성 갤럭시 카메라의 후속 기종으로 2014년 2월 20일 출시되었다.
안드로이드 4.3 젤리빈, 1.6 GHz 쿼드코어 엑시노스 4412 프로세서, 2GB RAM을 장착하고 있다. 전작과 달리 GPS 수신기가 장착되어 있다.